# Jesús Galdeano
Jesús Galdeano Portillo (Igúzquiza, 6 gennaio 1932 – Estella, 6 maggio 2017) è stato un ciclista su strada spagnolo.
Professionista tra il 1952 ed il 1963, conta la vittoria di tre tappe alla Vuelta a España e di un Campeonato Vasco Navarro de Montaña.

## Carriera
Corse per la Gamma, la Faema, la Girardengo, la Ignis, la Ghigi, la Funcor, la Ruberg, la Margnat e la Cite. Vinse il Gran Premio de Llodio nel 1952, una tappa alla Vuelta a España, due alla Vuelta a Andalucía e il Campeonato Vasco Navarro de Montaña nel 1955, una tappa alla Vuelta a España 1960 e una alla Vuelta a España 1961. Partecipò tre volte al Tour de France, sette al Giro d'Italia e otto alla Vuelta a España, oltre che ai mondiali di Waregem 1957. Anche i fratelli Clemente e Francisco Javier furono ciclisti professionisti.

## Palmarès
- 1952

Gran Premio de Llodio
- 1955

3ª tappa Vuelta a Andalucía (Granada > Jaén)
4ª tappa, 1ª semitappa Vuelta a Andalucía (Jaén > Cabra)
Campeonato Vasco Navarro de Montaña
4ª tappa Vuelta a España (Pamplona > Saragozza)
- 1956

6ª tappa Eibarko Bizikleta (Eibar > Eibar)
- 1957

5ª tappa Vuelta a Levante
- 1959

Classifica generale Circuito Montañés
- 1960

12ª tappa Vuelta a España (Pamplona > Logroño)
- 1961

5ª tappa Vuelta a España (Barcellona > Tortosa)

### Altri successi
- 1955

Gran Premio Sniace
Gran Premio Vírgen Blanca
Classifica scalatori Vuelta a Andalucía

## Piazzamenti

### Grandi Giri
- Giro d'Italia

1956: ritirato
1957: 63º
1958: 38º
1960: 80º
1961: 50º
1962: ritirato
1963: 60º
- Tour de France

1958: 59º
1959: ritirato (13ª tappa)
1960: ritirato (14ª tappa)
- Vuelta a España

1955: ritirato
1956: 33º
1957: 34º
1958: ritirato
1959: 10º
1960: 21º
1961: 25º
1963: 54º

### Competizioni mondiali
Waregem 1957 - In linea: ritirato